# El Paso, Texas
El Paso este un oraș din statul american Texas, capitala comitatului El Paso. Se află la granița cu Mexic.

## Demografie
Conform estimărilor biroului de recensămînt american, în 2005 El Paso avea o populație de 598.590 locuitori. După recensămîntul din 2000, erau 563.662 locuitori, din care 73,28% albi, 3,12% afro-americani, 1,12% asiatici, 0,82% indieni americani, 18,25% de alte rase și 3,40% metiși. Populația de limbă spaniolă de diferite rase atingea 76,62%.

## Date geografice
Orașul se află la altitudinea de 1140 m deasupra n.m. El se întinde pe o suprafață de 648,8 km² din care 645,1 km² este uscat. Localitatea se află amplastă în emisfera de vest la sud de Franklin Mountains, pe meridianul 106 ce corespunde fusului orar UTC−7.

## Personalități marcante
- Sandra Day O'Connor (n. 1930), magistrat;
- Nora Zehetner (n. 1981), actriță.

## Cultură
În El Paso se află texană Universitatea texană El Paso (fondată în 1914 și primind statut universitar în 1967).